# Campeonato Europeo de Balonmano Femenino de 2016
El XII Campeonato Europeo de Balonmano Femenino se celebró en Suecia entre el 4 y el 18 de diciembre de 2016 bajo la organización de la Federación Europea de Balonmano (EHF) y la Federación Sueca de Balonmano.
16 equipos compitieron en el evento por el título europeo, cuyo anterior portador era el equipo de Noruega, ganador del Europeo de 2014. La selección de Noruega se alzó con el título al derrotar en la final a la de los Países Bajos; el bronce fue para Francia.

## Sedes
| Foto | Grupo          | Ciudad       | Instalación        | Capacidad |
| ---- | -------------- | ------------ | ------------------ | --------- |
|      | A              | Estocolmo    | Hovet              | 8095      |
|      | B              | Kristianstad | Kristianstad Arena | 4500      |
|      | C              | Malmö        | Malmö Isstadion    | 5135      |
|      | D y II         | Helsingborg  | Helsingborg Arena  | 4700      |
|      | I y fase final | Gotemburgo   | Scandinavium       | 12 000    |

## Árbitros
14 parejas de árbitros fueron nominadas y 12 finalmente seleccionadas el 5 de octubre de 2016 para el torneo.
| País       | Árbitros                                       |
| ---------- | ---------------------------------------------- |
| Croacia    | Dalibor Jurinović Marko Mrvica                 |
| Dinamarca  | Karina Christiansen Line Hesseldal Hansen      |
| Eslovaquia | Peter Brunovský Vladimír Čanda                 |
| España     | Andreu Marín Lorente Ignacio García Serradilla |
| Hungría    | Péter Horváth Balázs Márton                    |
| Lituania   | Viktorija Kijauskaitė Aušra Žalienė            |

| País    | Árbitros                              |
| ------- | ------------------------------------- |
| Noruega | Kjersti Arntsen Guro Røen             |
| Polonia | Joanna Brehmer Agnieszka Skowronek    |
| Rumania | Diana-Carmen Florescu Anamaria Stoia  |
| Rusia   | Viktoriya Alpaidze Tatiana Beriozkina |
| Serbia  | Vanja Antić Jelena Jakovljević        |
| Suecia  | Mirza Kurtagic Mattias Wetterwik      |

## Grupos
| Grupo A   | Grupo B      | Grupo C         | Grupo D |
| --------- | ------------ | --------------- | ------- |
| Suecia    | Países Bajos | Montenegro      | Noruega |
| Serbia    | Francia      | Hungría         | Rusia   |
| España    | Alemania     | Dinamarca       | Rumania |
| Eslovenia | Polonia      | República Checa | Croacia |

## Primera fase
- Todos los partidos en la hora local de Suecia (UTC+1).

Los primeros tres de cada grupo pasan a la segunda fase.

### Grupo A
| Equipo    | J | G | E | P | GF | GC | DG  | PTS |
| --------- | - | - | - | - | -- | -- | --- | --- |
| Serbia    | 3 | 2 | 1 | 0 | 91 | 87 | +4  | 5   |
| Suecia    | 3 | 1 | 1 | 1 | 78 | 74 | +4  | 3   |
| España    | 3 | 1 | 0 | 2 | 72 | 68 | +4  | 2   |
| Eslovenia | 3 | 1 | 0 | 2 | 77 | 89 | -12 | 2   |

- Resultados

| Fecha | Hora  | Partido¹  | Partido¹ | Partido¹  | Resultado |
| ----- | ----- | --------- | -------- | --------- | --------- |
| 04.12 | 15:15 | Serbia    | -        | Eslovenia | 36-34     |
| 04.12 | 18:00 | Suecia    | -        | España    | 25-19     |
| 06.12 | 18:30 | España    | -        | Serbia    | 23-25     |
| 06.12 | 20:45 | Eslovenia | -        | Suecia    | 25-23     |
| 08.12 | 18:30 | España    | -        | Eslovenia | 30-18     |
| 08.12 | 20:45 | Suecia    | -        | Serbia    | 30-30     |

- (¹) – Todos en Estocolmo.

### Grupo B
| Equipo       | J | G | E | P | GF | GC | DG  | PTS |
| ------------ | - | - | - | - | -- | -- | --- | --- |
| Alemania     | 3 | 2 | 0 | 1 | 73 | 71 | +2  | 4   |
| Francia      | 3 | 2 | 0 | 1 | 70 | 60 | +10 | 4   |
| Países Bajos | 3 | 2 | 0 | 1 | 75 | 68 | +7  | 4   |
| Polonia      | 3 | 0 | 0 | 3 | 65 | 84 | -19 | 0   |

- Resultados

| Fecha | Hora  | Partido¹     | Partido¹ | Partido¹     | Resultado |
| ----- | ----- | ------------ | -------- | ------------ | --------- |
| 04.12 | 18:30 | Países Bajos | -        | Alemania     | 27-30     |
| 04.12 | 20:45 | Francia      | -        | Polonia      | 31-22     |
| 06.12 | 18:30 | Polonia      | -        | Países Bajos | 21-30     |
| 06.12 | 20:45 | Alemania     | -        | Francia      | 20-22     |
| 08.12 | 18:30 | Alemania     | -        | Polonia      | 23-22     |
| 08.12 | 20:45 | Países Bajos | -        | Francia      | 18-17     |

- (¹) – Todos en Kristianstad.

### Grupo C
| Equipo          | J | G | E | P | GF | GC | DG | PTS |
| --------------- | - | - | - | - | -- | -- | -- | --- |
| Dinamarca       | 3 | 3 | 0 | 0 | 78 | 69 | +9 | 6   |
| República Checa | 3 | 1 | 0 | 2 | 83 | 83 | 0  | 2   |
| Hungría         | 3 | 1 | 0 | 2 | 62 | 64 | -2 | 2   |
| Montenegro      | 3 | 1 | 0 | 2 | 63 | 70 | -7 | 2   |

- Resultados

| Fecha | Hora  | Partido¹        | Partido¹ | Partido¹        | Resultado |
| ----- | ----- | --------------- | -------- | --------------- | --------- |
| 05.12 | 18:30 | Hungría         | -        | República Checa | 22-27     |
| 05.12 | 20:45 | Montenegro      | -        | Dinamarca       | 21-22     |
| 07.12 | 18:30 | República Checa | -        | Montenegro      | 27-28     |
| 07.12 | 20:45 | Dinamarca       | -        | Hungría         | 23-19     |
| 09.12 | 18:30 | Montenegro      | -        | Hungría         | 14-21     |
| 09.12 | 20:45 | Dinamarca       | -        | República Checa | 33-29     |

- (¹) – Todos en Malmö.

### Grupo D
| Equipo  | J | G | E | P | GF | GC | DG  | PTS |
| ------- | - | - | - | - | -- | -- | --- | --- |
| Noruega | 3 | 3 | 0 | 0 | 80 | 58 | +22 | 6   |
| Rumania | 3 | 2 | 0 | 1 | 74 | 66 | +8  | 4   |
| Rusia   | 3 | 1 | 0 | 2 | 70 | 71 | -1  | 2   |
| Croacia | 3 | 0 | 0 | 3 | 68 | 97 | -29 | 0   |

- Resultados

| Fecha | Hora  | Partido¹ | Partido¹ | Partido¹ | Resultado |
| ----- | ----- | -------- | -------- | -------- | --------- |
| 05.12 | 18:30 | Rusia    | -        | Croacia  | 32-26     |
| 05.12 | 20:45 | Noruega  | -        | Rumania  | 23-21     |
| 07.12 | 18:30 | Rumania  | -        | Rusia    | 22-17     |
| 07.12 | 20:45 | Croacia  | -        | Noruega  | 16-34     |
| 09.12 | 18:30 | Rumania  | -        | Croacia  | 31-26     |
| 09.12 | 20:45 | Noruega  | -        | Rusia    | 23-21     |

- (¹) – Todos en Helsingborg.

## Segunda fase
- Todos los partidos en la hora local de Suecia (UTC+1).

Los primeros dos de cada grupo disputan las semifinales.

### Grupo I
| Equipo       | J | G | E | P | GF  | GC  | DG  | PTS |
| ------------ | - | - | - | - | --- | --- | --- | --- |
| Países Bajos | 5 | 4 | 0 | 1 | 142 | 128 | +14 | 8   |
| Francia      | 5 | 4 | 0 | 1 | 111 | 100 | +11 | 8   |
| Alemania     | 5 | 3 | 1 | 1 | 124 | 110 | +14 | 7   |
| Suecia       | 5 | 1 | 1 | 3 | 126 | 131 | -5  | 3   |
| Serbia       | 5 | 1 | 1 | 3 | 122 | 142 | -20 | 3   |
| España       | 5 | 0 | 1 | 4 | 108 | 122 | -14 | 1   |

- Resultados

| Fecha | Hora  | Partido¹ | Partido¹ | Partido¹     | Resultado |
| ----- | ----- | -------- | -------- | ------------ | --------- |
| 10.12 | 16:15 | Serbia   | -        | Alemania     | 19-26     |
| 10.12 | 18:30 | Suecia   | -        | Países Bajos | 30-33     |
| 10.12 | 20:45 | España   | -        | Francia      | 22-23     |
| 12.12 | 16:45 | España   | -        | Alemania     | 20-20     |
| 12.12 | 18:30 | Serbia   | -        | Países Bajos | 27-35     |
| 12.12 | 20:45 | Suecia   | -        | Francia      | 19-21     |
| 14.12 | 16:15 | España   | -        | Países Bajos | 24-29     |
| 14.12 | 18:30 | Suecia   | -        | Alemania     | 22-28     |
| 14.12 | 20:45 | Serbia   | -        | Francia      | 21-28     |

- (¹) – Todos en Gotemburgo.

### Grupo II
| Equipo          | J | G | E | P | GF  | GC  | DG  | PTS |
| --------------- | - | - | - | - | --- | --- | --- | --- |
| Noruega         | 5 | 5 | 0 | 0 | 127 | 109 | +18 | 10  |
| Dinamarca       | 5 | 3 | 1 | 1 | 123 | 113 | +10 | 7   |
| Rumania         | 5 | 3 | 0 | 2 | 119 | 110 | +9  | 6   |
| Rusia           | 5 | 1 | 2 | 2 | 116 | 121 | -5  | 4   |
| República Checa | 5 | 1 | 0 | 4 | 132 | 146 | -14 | 2   |
| Hungría         | 5 | 0 | 1 | 4 | 111 | 129 | -18 | 1   |

- Resultados

| Fecha | Hora  | Partido¹        | Partido¹ | Partido¹ | Resultado |
| ----- | ----- | --------------- | -------- | -------- | --------- |
| 11.12 | 16:15 | República Checa | -        | Rusia    | 24-26     |
| 11.12 | 18:30 | Hungría         | -        | Rumania  | 21-29     |
| 11.12 | 20:45 | Dinamarca       | -        | Noruega  | 20-22     |
| 13.12 | 16:15 | República Checa | -        | Rumania  | 28-30     |
| 13.12 | 18:30 | Hungría         | -        | Noruega  | 23-24     |
| 13.12 | 20:45 | Dinamarca       | -        | Rusia    | 26-26     |
| 14.12 | 16:15 | Hungría         | -        | Rusia    | 26-26     |
| 14.12 | 18:30 | Dinamarca       | -        | Rumania  | 21-17     |
| 14.12 | 20:45 | República Checa | -        | Noruega  | 24-35     |

- (¹) – Todos en Helsingborg.

## Fase final
- Todos los partidos en la hora local de Suecia (UTC+1).

|  | Semifinales     | Semifinales     |    |           | Final           | Final           |  |
|  | 16 de diciembre | 16 de diciembre |    |           | 18 de diciembre | 18 de diciembre |  |
|  |                 |                 |    |           |                 |                 |  |
|  |                 |                 |    |           |                 |                 |  |
|  | Países Bajos    | 26              |    |           |                 |                 |  |
|  | Dinamarca       | 22              |    |           |                 |                 |  |
|  |                 |                 |    |           |                 |                 |  |
|  |                 |                 |    |           |                 |                 |  |
|  |                 |                 |    |           | Países Bajos    | 29              |  |
|  |                 | Noruega         | 30 |           |                 |                 |  |
|  |                 |                 |    |           |                 |                 |  |
|  |                 |                 |    |           |                 |                 |  |
|  |                 |                 |    |           | Tercer lugar    |                 |  |
|  |                 |                 |    |           |                 |                 |  |
|  | Francia         | 16              |    | Dinamarca | 22              |                 |  |
|  | Noruega         | 20              |    |           | Francia         | 25              |  |

### Semifinales
| Fecha | Hora  | Partido¹     | Partido¹ | Partido¹  | Resultado |
| ----- | ----- | ------------ | -------- | --------- | --------- |
| 16.12 | 18:15 | Países Bajos | -        | Dinamarca | 26-22     |
| 16.12 | 20:45 | Francia      | -        | Noruega   | 16-20     |

- (¹) – En Gotemburgo.

### Quinto lugar
| Fecha | Hora  | Partido¹ | Partido¹ | Partido¹ | Resultado |
| ----- | ----- | -------- | -------- | -------- | --------- |
| 16.12 | 15:45 | Alemania | -        | Rumania  | 22-23     |

### Tercer lugar
| Fecha | Hora  | Partido¹  | Partido¹ | Partido¹ | Resultado |
| ----- | ----- | --------- | -------- | -------- | --------- |
| 18.12 | 15:30 | Dinamarca | -        | Francia  | 22-25     |

### Final
| Fecha | Hora  | Partido¹     | Partido¹ | Partido¹ | Resultado |
| ----- | ----- | ------------ | -------- | -------- | --------- |
| 18.12 | 18:00 | Países Bajos | -        | Noruega  | 29-30     |

- (¹) – En Gotemburgo.

## Medallero
| Noruega | Países Bajos | Francia |
| Emilie Hegh Arntzen Malin Aune Marit Malm Frafjord Kari Aalvik Grimsbø Camilla Herrem Vilde Ingstad Veronica Kristiansen Amanda Kurtović Nora Mørk Stine Oftedal Stine Skogrand Kjerstin Solås Sanna Solberg Silje Solberg Marta Tomac Silje Waade | Lois Abbingh Debbie Bont Yvette Broch Kelly Dulfer Michelle Goos Cornelia Groot Laura van der Heijden Jasmina Janković Lynn Knippenborg Jessy Kramer Angela Malestein Sanne van Olphen Estavana Polman Danick Snelder Maura Visser Tess Wester | Camille Ayglon-Saurina Siraba Dembélé Béatrice Edwige Laura Flippes Laura Glauser Marie-Paule Gnabouyou Tamara Horacek Manon Houette Amanda Kolczynski Alexandra Lacrabère Laurisa Landre Amandine Leynaud Gnonsiane Niombla Estelle Nze Minko Allison Pineau Grâce Zaadi |
| Thorir Hergeirsson (seleccionador) | Helle Thomsen (seleccionadora) | Olivier Krumbholz (seleccionador) |

## Estadísticas

### Clasificación general
| 1. Noruega          |
| 2. Países Bajos     |
| 3. Francia          |
| 4. Dinamarca        |
| 5. Rumania          |
| 6. Alemania         |
| 7. Rusia            |
| 8. Suecia           |
| 9. Serbia           |
| 10. República Checa |
| 11. España          |
| 12. Hungría         |
| 13. Montenegro      |
| 14. Eslovenia       |
| 15. Polonia         |
| 16. Croacia         |

### Máximas goleadoras
| N.º | Nombre              | Selección       | Goles | Tiros | %    | Partidos jugados |
| --- | ------------------- | --------------- | ----- | ----- | ---- | ---------------- |
| 1   | Nora Mørk           | Noruega         | 53    | 95    | 56 % | 8                |
| 2   | Stine Jørgensen     | Dinamarca       | 47    | 81    | 58 % | 8                |
| 3   | Cristina Neagu      | Rumania         | 46    | 89    | 52 % | 6                |
| 4   | Estavana Polman     | Países Bajos    | 39    | 68    | 57 % | 8                |
| 5   | Cornelia Groot      | Países Bajos    | 35    | 53    | 66 % | 8                |
| 5   | Svenja Huber        | Alemania        | 35    | 58    | 60 % | 7                |
| 5   | Estelle Nze Minko   | Francia         | 35    | 59    | 59 % | 8                |
| 8   | Isabelle Gulldén    | Suecia          | 31    | 58    | 53 % | 6                |
| 8   | Alexandra Lacrabère | Francia         | 31    | 59    | 53 % | 8                |
| 10  | Michaela Hrbková    | República Checa | 30    | 56    | 54 % | 6                |

Fuente:  Archivado el 2 de octubre de 2017 en Wayback Machine.

### Mejores porteras
| N.º | Nombre              | Equipo       | Paradas | Tiros | %    | Partidos jugados |
| --- | ------------------- | ------------ | ------- | ----- | ---- | ---------------- |
| 1   | Viktoriya Kalinina  | Rusia        | 39      | 96    | 41 % | 6                |
| 1   | Silje Solberg       | Noruega      | 68      | 164   | 41 % | 8                |
| 3   | Amandine Leynaud    | Francia      | 41      | 102   | 40 % | 8                |
| 4   | Laura Glauser       | Francia      | 66      | 169   | 39 % | 8                |
| 4   | Silvia Navarro      | España       | 64      | 164   | 39 % | 6                |
| 6   | Denisa Dedu         | Rumania      | 56      | 146   | 38 % | 7                |
| 7   | Kari Aalvik Grimsbø | Noruega      | 39      | 113   | 35 % | 8                |
| 7   | Sandra Toft         | Dinamarca    | 85      | 244   | 35 % | 8                |
| 7   | Clara Woltering     | Alemania     | 76      | 217   | 35 % | 7                |
| 10  | Johanna Bundsen     | Suecia       | 47      | 138   | 34 % | 6                |
| 10  | Tess Wester         | Países Bajos | 95      | 281   | 34 % | 8                |

Fuente: 

### Equipo ideal
- Mejor jugadora del campeonato —MVP—: Cornelia Groot ( Países Bajos).

| Posición          | Nombre                | País         |
| ----------------- | --------------------- | ------------ |
| Portera           | Sandra Toft Galsgaard | Dinamarca    |
| Extremo derecha   | Carmen Martín         | España       |
| Extremo izquierda | Camilla Herrem        | Noruega      |
| Pivote            | Yvette Broch          | Países Bajos |
| Central           | Cornelia Groot        | Países Bajos |
| Lateral derecha   | Nora Mørk             | Noruega      |
| Lateral izquierda | Cristina Neagu        | Rumania      |

Fuente:  Archivado el 16 de mayo de 2019 en Wayback Machine.